# 长孙陵
长孙陵，北朝代人，北魏北平王长孙嵩之子，鲜卑名敕斤陵，一名拔式。
据孙女长孙氏墓志记载，北魏献文帝时，长孙陵任外都坐大官、左光禄大夫、征东大将军、东阳镇都大将、都督青州诸军事、蜀郡公，薨谥曰蜀郡庄王。
另据公孙甑生墓志记载载，长孙陵，字敕斤陵，散骑常侍、左光禄大夫、都督秦雍荆梁益五州诸军事、征西将军、东阳、仇池镇都大将、征东将军、都督青州诸军事、青州刺史、蜀郡公，谥曰庄王。
据《魏书》等记载：北魏献文帝皇兴元年（467年），宋青州刺史沈文秀、冀州刺史崔道固遣使降魏，诏平东将军长孙陵，平南将军、广陵公侯穷奇赴援之。长孙陵等既至青州，沈文秀遣使请降。魏军进入其西郛，颇有采掠，文秀悔之，遂派辅国将军垣谌击破长孙陵，婴城拒守。长孙陵乃引师军于清西。慕容白曜攻下历城后，率大军包围青州，历时三年将其攻下。

## 家族
- 父亲：长孙嵩，北平宣王。
- 兄长：长孙颓，北平安王。
- 夫人：河间刘氏，平西大将军、泾州刺史刘出建之女。
- 子：长孙苌生，北魏宣武帝时冗从仆射、伏波将军。
  - 孙女：长孙氏，嫁封氏，卒于北魏孝明帝孝昌元年七月二十五日，四十岁（486年—525年）[2]。
- 女：长孙氏，嫁给事中、义平子公孙顺。公孙顺孙女公孙甑生是东魏华山王元孔雀的王妃[3]。